# سیارک ۳۱۳۵
سیارک ۳۱۳۵ (به انگلیسی: 3135 Lauer، نامگذاری:1981EC9) سه هزار و صد و سی و پنجمین سیارک کشف شده‌است که در ۱ مارس ۱۹۸۱ کشف شد.
قدر مطلق سیارک برابر ۱۴٫۰۰ است.